# Hechtia montana
Hechtia montana är en gräsväxtart som beskrevs av Townshend Stith Brandegee. Hechtia montana ingår i släktet Hechtia och familjen Bromeliaceae. Inga underarter finns listade i Catalogue of Life.